# Carl Alfred Melton
Carl Alfred Melton, född 3 december 1886 i Norra Åsums församling, Kristianstads län, död 22 augusti 1940 i Sösdala, Malmöhus län, var en svensk folkskollärare och skulptör.
Han var son till smedmästaren Nils Pettersson-Börtz och Elise Sofia Pamo och från 1917 gift med Gerda Johnsson. Melton studerade skulptur för Reinhold Boeltzig i Berlin 1924 och för Vitalis Gustafson i Köpenhamn. Han återvände 1930 till Tyskland för en kortare studieperiod. Han medverkade i samlingsutställningar med Skånes konstförening. Hans konst består av skulpterade figurer och porträtt i trä, gips och sten. Melton är representerad med en skulptur av ett lejon vid Sösdala folkskola.